# Извршни јуан
Извршни јуан (кин: 行政院, Xíngzhèng Yuàn) носилац је извршне власти у Републици Кини (Тајвану).

## Састав
Извршни јуан се састоји из предсједника, потпредсједника, министара и предсједника комисија, као и министара без портфеља. Предсједника Извршног јуана именује предсједник Републике уз сагласност Законодавног јуана. Остале чланове Извршног јуана именује предсједник Републике на предлог предсједника Извршног јуана.
Извршни јуан је надређен сљедећим министарствима: унутрашњих послова, иностраних послова, националне одбране, финансија, образовања, правде, економских послова, саобраћаја и комуникација, рада, пољопривреде, здравља и социјалне заштите, околине и природних ресурса, културе и науке и технологије.